# Simoun (torpilleur)
Pour les articles homonymes, voir Simoun (homonymie).
Le Simoun est un des 12 torpilleurs de la classe Bourrasque de la marine française. Il a été en service de 1926 à 1947. Il participe à la Seconde Guerre mondiale, coulant un sous-marin allemand au début du conflit. Il est ensuite intégré à la marine de Vichy où il lutte contre le débarquement allié en Afrique du Nord puis après le ralliement de l'armée française d'Afrique du Nord, il participe au débarquement de Provence.

## Conception et description
Les navires de la classe Bourrasque avaient une longueur totale de 105,6 m, un maître-bau de 9,7 m et un tirant d'eau de 3,5 m. Les navires déplaçaient 1 320 t à charge standard et 1 825 t à pleine charge. Ils étaient propulsés par deux turbines à vapeur à engrenages, chacune entraînant un arbre d'hélice, utilisant la vapeur fournie par trois chaudière à trois tambours Du Temple. Les turbines d'une puissance de 31 000 ch, le propulsait à 33 nœuds (61 km/h) tout en transportant une quantité suffisante de mazout pour une distance franchissable de 3000 nautiques ((5500 km à 15 noeuds).
L'armement principal se composait de quatre canons de 130 mm modèle 1919 en affût simple; deux tourelles superposées devant le bloc passerelle et deux autres tourelles superposées sur le roof arrière. A l'origine leur armement anti-aérien se composait d'un seul canon de 75 mm modèle 1924. Au début des années 30, le canon de 75 mm a été remplacé par deux canon anti-aériens de 37mm disposés de chaque bord du roof arrière. Il était également équipés de deux plateformes triples de tubes lance-torpilles de 550mm et de deux rampes de grenades anti-sous-marine intégrées dans le cul du bâtiment, logeant chacune huit charges de 200 kg.

## Historique
Mis sur cale le 8 août 1923 aux chantiers de Penhoët à Saint-Nazaire, le Simoun est mis à flot le 3 juin 1924 et entre en service en avril 1926.
Le 1er décembre 1926, le Simoun est affecté à la 1re division de torpilleurs (DT), puis deux ans plus tard à la 5e DT. Il entre en grand carénage du 20 avril 1924 au 9 septembre 1934. Il est ensuite affecté au Maroc à partir de 1935. Le 1er avril 1937, il rejoint la 3e DT.
Le 23 février 1940, le Simoun grenade et coule le sous-marin allemand U-54,. Non le Simoun a eperonné le sous marin qui naviguait en surface . Il l a volontairement presque coupé en deux .Un reportage dans le MATCH d' avril 40 ( futur Paris Match ) fait état longuement de ce fait de guerre  . Ainsi qu un reportage vidéo diffusé aux actualités dans les salles de cinema . On peut le  voir en se connectant à l INA .
Affecté ensuite tour à tour à la 5e puis à la 6e DT, il participe aux combats de Casablanca contre les alliés au cours de l’opération Torch en novembre 1942. Au cours de ces combats fratricides, il perdra de nombreux hommes d’équipage mais aura la chance de s’en sortir contrairement à beaucoup de ses sisters-ships.
Comme le reste des forces du régime de Vichy en Afrique du Nord, le Simoun rallie les forces alliées et participe à leurs côtés aux combats de libération du pays, notamment au débarquement de Provence. En mars 1945, il sera en carénage à Casablanca avant d’être sorti des bâtiments de la flotte en octobre 1947 où il est désarmé à Cherbourg, puis démoli en février 1950.